# اسلام در فرانسه
پیشینه ورود اسلام به فرانسه به سده ۸ و ۹ میلادی باز می‌گردد. بر اساس تخمین آماری سازمان سیا و وزارت خارجه آمریکا از جمعیت مسلمانان در فرانسه، مسلمانان حدود ۱۰ درصد از جمعیت این کشور را تشکیل می‌دهند . حدود یک چهارم از جمعیت شهر مارسی را مسلمانان تشکیل می‌دهند.

## وضعیت مسلمانان

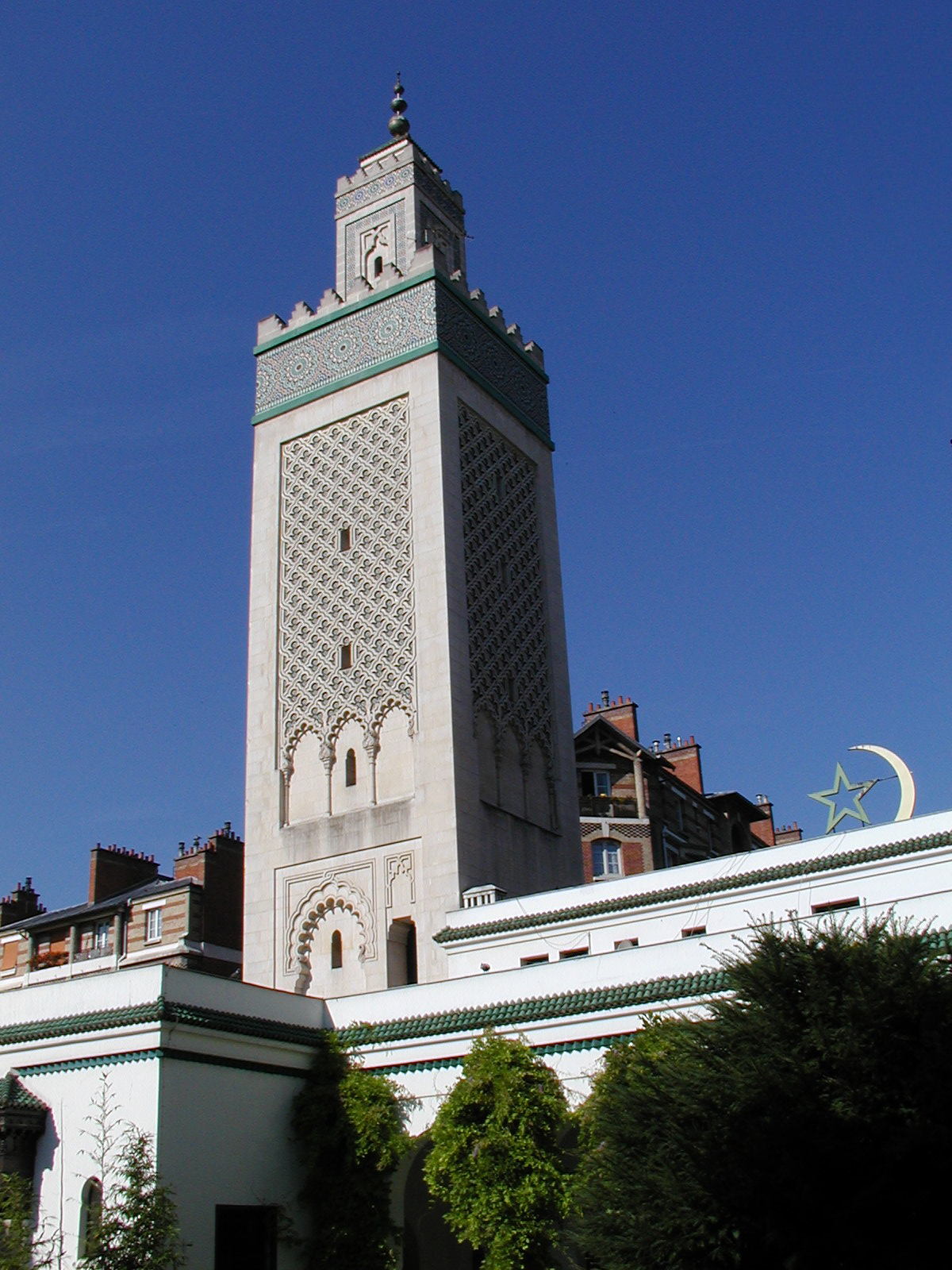
مسجد پاریس در فرانسه

فشارها بر مسلمانان باعث شده‌است که اکثر آنان به صورت شهروندان درجه دوم باشند و در قسمت‌های فقیرنشین مشخص شهرها زندگی کنند. در سال‌های اخیر سخن از باز گرداندن مسلمانان مهاجر به آفریقای شمالی زده می‌شود و هر روزه وحشت از آنچه که «بنیاد گرایی اسلامی» نامیده می‌شود، افزایش می‌یابد.
با وجود تمام فشارها فعالیت‌های مسلمانان در فرانسه گسترده‌است. در ۱۹۲۷ با کمک دولت فرانسه مسجد پاریس توسط معماران سنتی آفریقای شمالی بنا شد. از آن زمان تاکنون مساجد متعددی در سراسر فرانسه ساخته شده‌است و مدارس اسلامی نیز وجود دارد.
در سال ۲۰۰۶ بیش از ۴٬۰۰۰ نفر در فرانسه به اسلام گرویدند.